# Ілюшин Вадим Вадимович
Ілюшин Вадим Вадимович (нар. 7 січня 1973) — український астроном, лауреат Премії НАНУ ім. Л. В. Шубникова.

## Біографія
Народився в Луганську 7 січня 1973 року. 1995 року закінчив Харківський університет.
2001 року захистив у Харківському університеті кандидатську дисертацію «Радіоспектроскопія молекул СН2CHCN, CH3OOH, CF3CFH2 та CH3CF2Cl у міліметровому діапазоні довжин хвиль». Працював в Харківському університеті на посаді старшого наукового співробітника.
Працює в Радіоастрономічному інституті НАНУ, з 1 грудня 2012 року завідувач відділу мікрохвильової радіоспектрометрії. 2015 року захистив дисертацію доктора фізико-математичних наук за спеціальністю «Радіофізика», 2017 року здобув наукове звання старшого дослідника, з 2018 року є членом Вченої Ради Радіоастрономічного інституту.

## Нагороди
- Переможець конкурсу науково-дослідних робіт молодих учених НАН України з роботою «Радіоспектроскопія молекул метил формату та піровиноградної кислоти у мікрохвильовому діапазоні довжин хвиль», виконана разом з Кривдою А. В. та Мотієнко Р. О. (2007)[4]
- Премія НАН України імені Л. В. Шубникова за цикл робіт «Радіоспектроскопія молекул у міліметровому діапазоні довжин хвиль» (2010)[5]